# Пјанац (Белуно)
Пјанац (итал. Pianaz) је насеље у Италији у округу Белуно, региону Венето.
Према процени из 2011. у насељу је живело 126 становника. Насеље се налази на надморској висини од 1295 м.